# 女子棒球

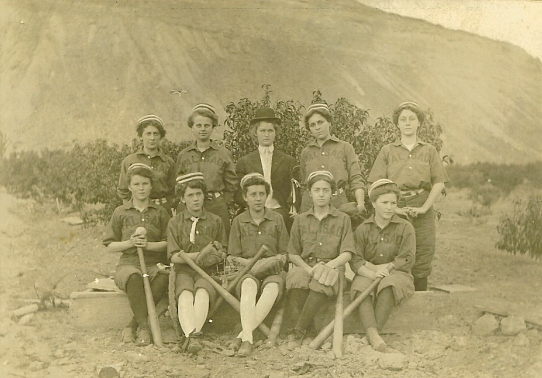
1910年代美國科罗拉多州帕利塞德的女子棒球隊

許多國家都有女子棒球的運動。女子棒球實力較強，也有女子棒球組織的國家有美国、加拿大、澳洲、日本、臺灣、委內瑞拉、古巴、多明尼加、波多黎各、韓國和香港。這些國家有國家級的組織在支持女子棒球的計劃。其他有組織女子棒球的國家或地區有法国、克罗埃西亚、荷兰、印度、朝鮮、阿根廷、哥伦比亚、巴西和巴基斯坦。越南河內大學裡的Fishanu隊中也有女子棒球隊，在河內棒球俱樂部中也有女子棒球。
美國的第一場女子棒球賽是在1875年9月11日在伊利諾州的春田市開始的，日本則是在1910年在大分縣佐伯市佐伯尋常小学校首先設立女子棒球部。
在國際上，世界棒壘球聯盟（WBSC）是男子和女子棒壘球的管理機關。WBSC是在2013年時，由國際棒球總會（IBAF）和國際壘球總會（ISF）合併成立的。
世界盃女子棒球賽是由世界棒壘球聯盟主辦的的國際性女子棒球賽事。首屆賽事於2004年在加拿大舉行，其地位與男子的世界棒球經典賽相呼應。2021年為止已進行8次，日本獲得6次冠軍，美國獲得2次冠軍。